# ایپریل گورنیک
آوریل گورنیک (به انگلیسی: April Gornik) هنرمند آمریکایی است که در زمینهٔ نقاشی از مناظر آمریکا تخصص دارد. اگرچه گورنیک خودش را جزو هنرمندان حوزهٔ هنر بوم‌شناختی دسته‌بندی نمی‌کند می‌توان او را هنرمندی با دغدغه‌های مرتبط با محیط زیست دانست، چون در جایی گفته است: «مخالفتی با کسانی که نوعی پیام بوم‌شناسانه از آثارم برداشت می‌کنند ندارم». همسر او اریک فیشل هنرمند آمریکایی است.

## جوایز
آوریل گورنیک برندهٔ چندین جایزه است. از جمله؛ جایزهٔ سالانهٔ موزهٔ هنرهای نوبرگر (۲۰۰۴)، یادبود یک‌عمر دست‌آورد هنری از آکادمی هنرهای گیلدهال (۲۰۰۳)، جایزهٔ ممتاز همکاری‌های هنری برای مبارزه با ایدز از بنیاد تحقیقات ایدز آمریکا.